# Eusyllis ceylonica
Eusyllis ceylonica är en ringmaskart som beskrevs av Augener 1926. Eusyllis ceylonica ingår i släktet Eusyllis och familjen Syllidae. Inga underarter finns listade i Catalogue of Life.